# Jean Baptiste Louis Pierre

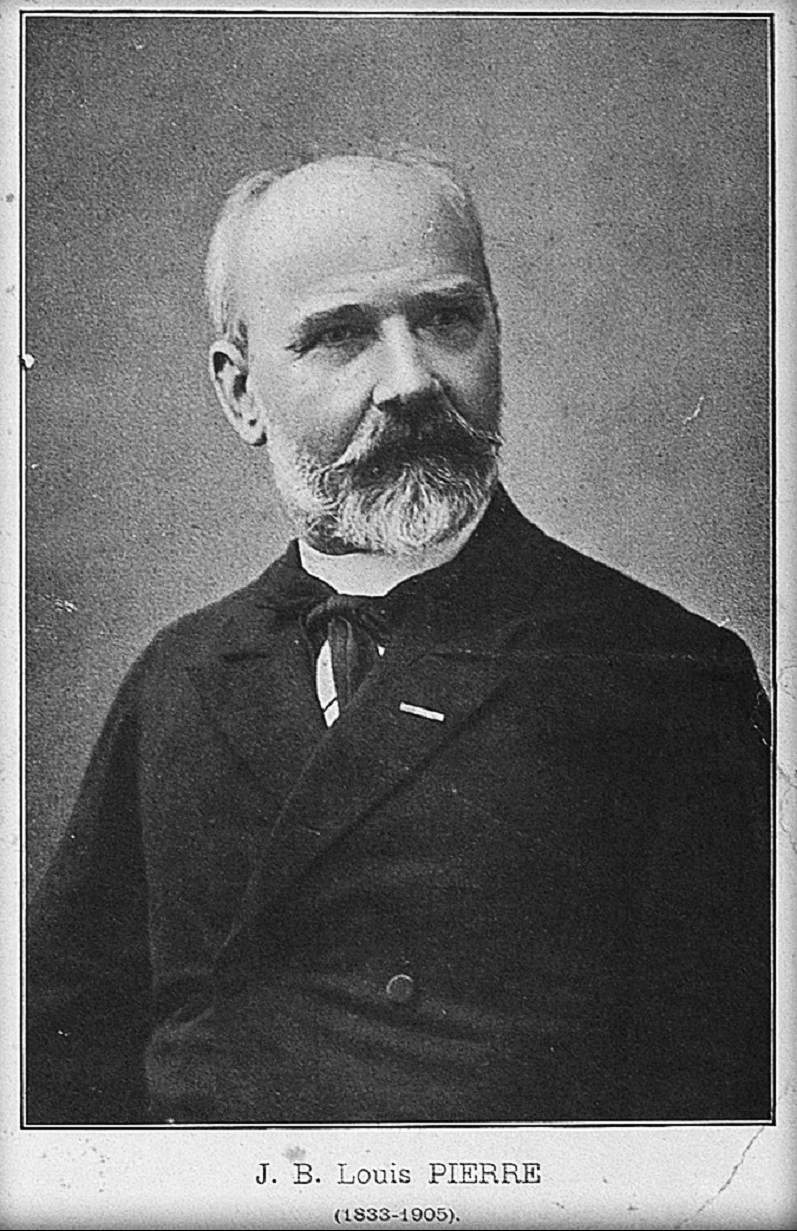
Jean Baptiste Louis Pierre

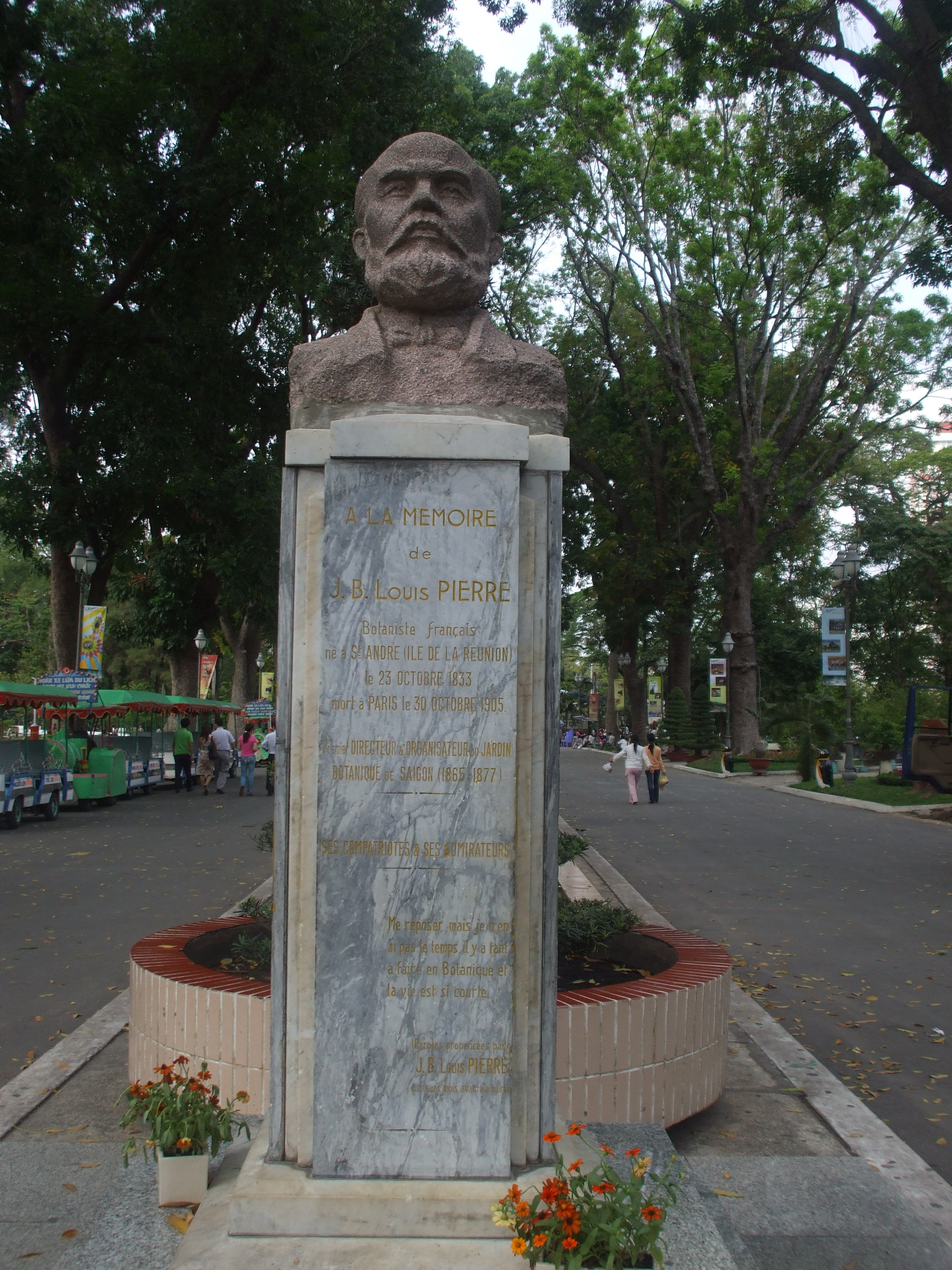
Tượng bán thân của Pierre ở Thảo cầm viên Sài Gòn

Jean Baptiste Louis Pierre (23 tháng 10 năm 1833 - 30 tháng 10 năm 1905), còn được biết đến với tên J.B. Louis Pierre, là một nhà thực vật học người Pháp nổi tiếng với các nghiên cứu về châu Á.
Pierre sinh ra ở Saint-André, Réunion, và theo học ở Paris trước khi làm phụ trách chăm sóc thực vật trong vườn bách thảo tại Calcutta, Ấn Độ. Năm 1864, Vườn Bách thảo Sài Gòn được thành lập. 28-3-1865, ông được mời sang làm giám đốc và nơi đây được đích thân ông chỉ đạo hoạt động. Trong 12 năm phụ trách Thảo Cầm Viên Sài Gòn (1865 - 1877), ông còn để lại một di sản quý giá là bộ sưu tập hơn 100.000 tiêu bản hiện được lưu giữ tại Bảo tàng thực vật thuộc Viện Sinh học Nhiệt đới Thành phố Hồ Chí Minh và hàng ngàn cây cổ thụ trên các đường phố khu trung tâm, trong công viên Tao Đàn...
Năm 1877, ông trở về Paris, sống tại 63 rue Monge, khu vực gần với Bảo tàng Lịch sử Tự nhiên Quốc gia Pháp. Năm 1883, ông chuyển đến Charenton, sau đó đến Villeneuve-Saint-Georges, khoảng năm 1893 thì đến Saint-Mandé, và cuối cùng đến 18 rue Cuvier ở Paris, nơi ông sống cho đến khi qua đời.
Pierre đã thực hiện nhiều nghiên cứu khoa học ở các miền nhiệt đới tại châu Á. Các ấn phẩm của ông bao gồm Flore Foretière de la Cochinchine (1880-1907), một bài báo "Sur les plantes à caoutchouc de l'Indochine" (Revue des culture coloniales, 1903) và mục Sapotaceae trong ấn phẩm Notes botaniques (1890-1891).
Một số chi phân loài đã được đặt tên để vinh danh ông: Heinrich Gustav Adolf Engler (1844-1930)  đã đặt tênPierreodendron cho một chi thuộc họ Simaroubaceae, và Pierrina thuộc họ Scytopetalaceae. Henry Fletcher Hance (1827-1886) đã đặt tên cho chi Pierrea thuộc họ Flacourtiaceae. Năm 1933, một bức tượng bán thân để tưởng nhớ ông đã được đặt tại khu vực phía sau vườn kiểng trong Thảo Cầm Viên Sài Gòn. Trên mặt cột bia, ghi lại câu nói của ông trước khi qua đời: Tôi đã nghỉ hưu nhưng còn quá nhiều việc để làm cho ngành thực vật, chỉ tiếc là không còn thời gian và cuộc đời thì quá ngắn ngủi.